# リシチャンシク
リシチャンシク（ウクライナ語: Лисича́нськ [lɪsɪˈtʃɑnʲsʲk]; ロシア語: Лисича́нск [lʲɪsʲɪˈtɕansk], リシチャンスク）は、ウクライナ東部ルハンシク州のセヴェロドネツィク地区（ラヨン）の市である。
かつてはどのラヨンにも行政的には属さない州内重要都市として制定されていたが、2022年7月のウクライナ最高議会の立法による地方自治体の行政区画改革後は、セヴェロドネツィク地区に編入され、またノボドルジェスクやプリビリアを始めとした17の市町村を抱える、ラヨンの下位区画であるリシチャンシク・フロマーダの行政中心地に制定された。
州都ルハンシクから約115キロメートルのドネツ川の右上岸に位置しており、人口は2021年推計で95,031人。
セヴェロドネツィク、ルビージュネ、クレミンナといった市や近郊の町々と共に、リシチャンシク一帯はドンバス地方において人口約353,000人（2009年時点）を有する主要都市と工業の中核を構成している。

## ロシアのウクライナ侵攻
2022年ロシアのウクライナ侵攻で激戦地となり、ウクライナ軍参謀本部は同年7月3日夜に同市から撤退したことを発表し、ウクライナの大統領ウォロディミル・ゼレンスキーは奪回を目指すことを表明した。

## 地理
リシチャンシクは、ルハンシク州の北西部、ルハンシクから115キロのドネツ川右上岸に位置している。この地域は複数の大規模の丘陵、峡谷、谷に囲まれており、市はドネツ・リッジの北部山脚に広がっている。
リシチャンシクは、大陸性気候のウクライナのステップ地帯に位置しており、水源はこの地域が産する最も重要な資源である。 ドネツ川は、リシチャンシクとこの地方全体の主要水脈であり、市内のドネツ川の長さは26.5キロである。Verkhnia Bilenka川は、市の南部を流れ、市内の川の長さは7.7kmである。

## 気候
ケッペンの気候区分 システムでは 亜寒帯湿潤気候 (Dfb) に属している。
| リシチャンシクの気候                   | リシチャンシクの気候 | リシチャンシクの気候 | リシチャンシクの気候 | リシチャンシクの気候 | リシチャンシクの気候 | リシチャンシクの気候 | リシチャンシクの気候 | リシチャンシクの気候 | リシチャンシクの気候 | リシチャンシクの気候 | リシチャンシクの気候 | リシチャンシクの気候 | リシチャンシクの気候 |
| 月                                     | 1月                  | 2月                  | 3月                  | 4月                  | 5月                  | 6月                  | 7月                  | 8月                  | 9月                  | 10月                 | 11月                 | 12月                 | 年                   |
| -------------------------------------- | -------------------- | -------------------- | -------------------- | -------------------- | -------------------- | -------------------- | -------------------- | -------------------- | -------------------- | -------------------- | -------------------- | -------------------- | -------------------- |
| 最高気温記録 °C （°F）                 | 16.0 (60.8)          | 17.0 (62.6)          | 23.0 (73.4)          | 31.0 (87.8)          | 37.0 (98.6)          | 41.0 (105.8)         | 40.0 (104)           | 40.0 (104)           | 36.0 (96.8)          | 31.0 (87.8)          | 21.0 (69.8)          | 16.0 (60.8)          | 41.0 (105.8)         |
| 平均最高気温 °C （°F）                 | −3.0 (26.6)          | −2.0 (28.4)          | 5.0 (41)             | 15.0 (59)            | 22.0 (71.6)          | 26.0 (78.8)          | 28.0 (82.4)          | 27.0 (80.6)          | 21.0 (69.8)          | 13.0 (55.4)          | 4.0 (39.2)           | 0.0 (32)             | 13.0 (55.4)          |
| 日平均気温 °C （°F）                   | −6.0 (21.2)          | −5.0 (23)            | 1.6 (34.9)           | 9.5 (49.1)           | 15.5 (59.9)          | 20.0 (68)            | 22.0 (71.6)          | 21.0 (69.8)          | 15.0 (59)            | 11.0 (51.8)          | 1.0 (33.8)           | −3.0 (26.6)          | 8.5 (47.3)           |
| 平均最低気温 °C （°F）                 | −9 (16)              | −8 (18)              | −3.0 (26.6)          | 4.0 (39.2)           | 9.0 (48.2)           | 14.0 (57.2)          | 16.0 (60.8)          | 15.0 (59)            | 9.0 (48.2)           | 3.0 (37.4)           | −2.0 (28.4)          | −6 (21)              | 3.5 (38.3)           |
| 最低気温記録 °C （°F）                 | −32.0 (−25.6)        | −34.0 (−29.2)        | −22.0 (−7.6)         | −11.0 (12.2)         | −3.0 (26.6)          | −3.0 (26.6)          | 6.0 (42.8)           | 4.0 (39.2)           | −5.0 (23)            | −12.0 (10.4)         | −24.0 (−11.2)        | −29.0 (−20.2)        | −34.0 (−29.2)        |
| 雨量 mm （inch）                       | 32.0 (1.26)          | 30.0 (1.181)         | 36.0 (1.417)         | 37.0 (1.457)         | 48.0 (1.89)          | 53.0 (2.087)         | 61.0 (2.402)         | 34.0 (1.339)         | 45.0 (1.772)         | 31.0 (1.22)          | 37.0 (1.457)         | 36.0 (1.417)         | 480 (18.899)         |
| 平均降雨日数 （≥1.0 mm）               | 6.0                  | 5.0                  | 7.0                  | 9.0                  | 9.0                  | 8.0                  | 7.0                  | 5.0                  | 7.0                  | 9.0                  | 9.0                  | 8.0                  | 89                   |
| 出典：マイクロソフト program "Weather" |                      |                      |                      |                      |                      |                      |                      |                      |                      |                      |                      |                      |                      |